# Dance Dance Revolution Solo Bass Mix
Dance Dance Revolution Solo Bass Mix es el primer spin-off del videojuego musical Dance Dance Revolution. 
La maquína fue oficialmente lanzada en Japón por Konami el 19 de agosto de 1999. A pesar de que es exclusivo de Japón, algunas máquinas están disponibles a nivel mundial. DDR Solo Bass Mix, incluye 16 canciones nuevas, muchas de ellas proveniente de la compilación Dancemania BASS, siendo origen de su nombre "Solo Bass Mix". Este videojuego tuvo otra secuela: DDR Solo 2000. Además fue el primer videojuego de la franquicía que tiene un video de introducción con personas reales.

## Controversia
Su secuela contiene contenido de controversia solo en EE. UU..
En 2002, una de esas máquinas ubicadas en San Diego, California, fue retirada cuando Jennifer y sus colegas del local "Youth Advocacy Coalition" mostraron que en sus videos de selección de canciones contienen imágenes que podrían promover droga y alcoholismo. Después de ese escándalo, todas las máquinas de EE. UU. fueron remplazadas por otras que no tengan imágenes de controversia.